# Lista de vitórias do Brasil na Fórmula 1
Relacionamos a seguir as vitórias obtidas pelo Brasil no mundial de Fórmula 1 no total de 101 até o campeonato de 2025.

## Resumo

### Méritos de Chico Landi
Nascido em São Paulo, o oriundi Chico Landi iniciou a tradição brasileira nas pistas internacionais ao vencer o Grande Prêmio de Bari ao volante da Ferrari em 1948 e 1952 competindo com Giuseppe Farina, Juan Manuel Fangio e Alberto Ascari, nomes que tornariam-se os primeiros campeões mundiais de Fórmula 1. Além de piloto, Landi foi também empreendedor, pois embora o Brasil contasse com pouco suporte técnico e financeiro ante os britânicos, alemães, franceses e italianos ou não possuísse uma cultura automobilística como a norte-americana, o pioneiro criou a Escuderia Bandeirantes, primeira equipe nacional de Fórmula 1, categoria na qual estreou pela Ferrari no Grande Prêmio da Itália de 1951, em Monza no dia 6 de setembro. Marcou seus primeiros pontos ao dividir a condução de uma Maserati com Gerino Gerini, chegando em quarto lugar na Argentina em 1956, sua prova derradeira. Depois vieram Gino Bianco, Nano Ramos e Fritz d'Orey, entretanto não houve brasileiros na Fórmula 1 durante os anos 1960.

### Era Fittipaldi
Cento e seis grandes prêmios se passaram até que Emerson Fittipaldi alinhou sua Lotus no Reino Unido em 1970 pela mesma equipe onde conquistou o Campeonato Britânico de Fórmula 3 de 1969 até então o ápice de uma carreira iniciada no Brasil sob os auspícios do pai, Wilson Fittipaldi, e ao lado do irmão, Wilson Fittipaldi Júnior. Sobre a prova em Brands Hatch, o brasileiro foi o oitavo e na Alemanha marcou seus primeiros pontos com um quarto lugar. A morte de Jochen Rindt durante os treinos na Itália fez a Lotus deixar o país, embora a vitória de Emerson Fittipaldi nos EUA tenha garantido o título póstumo ao austríaco. Em 1972 a Lotus venceu cinco provas em doze possíveis e Fittipaldi obteve seu primeiro título mundial ao triunfar na Itália e como resultado de seu sucesso, aconteceu naquele ano uma edição extraoficial do Grande Prêmio do Brasil, que a partir de 1973 integraria o calendário da Fórmula 1. Após medir forças com Jackie Stewart naquele ano, deixou o time de Colin Chapman em razão de disputas internas com Ronnie Peterson e foi para a McLaren onde, ao alcançar o bicampeonato em 1974, deu ao time de Woking seu primeiro título de construtores, parceria interrompida no ano de 1976 quando passou a correr por sua própria equipe, a Escuderia Fittipaldi.
O desempenho de Emerson Fittipaldi levou Wilson Fittipaldi Júnior, José Carlos Pace e Luiz Pereira Bueno à Fórmula 1 e como dono de equipe o bicampeão contratou Alex Dias Ribeiro, Arturo Merzario, Chico Serra, Ingo Hoffmann e o futuro campeão mundial Keke Rosberg, todavia os tímidos resultados de sua equipe, não obstante a segunda posição no Brasil em 1978 e o fato de ter ficado à frente da Ferrari em 1980, o levaram a fechá-la após 1982. A essa altura, Emerson Fittipaldi já havia deixado as pistas antes de retomar a carreira na Fórmula Indy onde foi campeão em 1989 e venceu as 500 Milhas de Indianápolis por duas vezes.

### Mais conquistas e títulos
Quando Emerson Fittipaldi se aposentou o Brasil já torcia por Nelson Piquet, que estreou pela Ensign na Alemanha em 1978 e após pilotar um carro da McLaren cedido à equipe BS Fabrications nas três provas seguintes ficou fora da etapa dos EUA (Leste), assinou com Bernie Ecclestone e assumiu o cockpit da Brabham no Canadá sendo companheiro de Niki Lauda até que o austríaco deixou as pistas no sábado anterior ao Grande Prêmio do Canadá de 1979 e em resposta Nelson Piquet foi anunciado como primeiro piloto da equipe.
Em 1980, Nelson Piquet conseguiu três vitórias e conquistou o vice-campeonato no duelo contra Alan Jones (Williams) e assim a Rede Globo retomou os diretos de transmissão da Fórmula 1 que pertenciam à Rede Bandeirantes. Disputas comerciais à parte, o ano em questão marcou a estreia de dois adversários de peso às ambições brasileiras: o francês Alain Prost na Argentina e o britânico Nigel Mansell na Áustria. Campeão mundial em 1981, o brasileiro teve um ano sofrível na temporada seguinte pela necessidade de aprumar os motores BMW, esforço que o fez levantar o título em 1983 tornando-se o primeiro campeão impulsionado por motores turbo permanecendo na Brabham por mais dois anos.
No Grande Prêmio do Brasil de 1984, Ayrton Senna estreou pela Toleman e após marcar o primeiro ponto na África do Sul fez sua melhor corrida em Mônaco onde foi o segundo numa porfia sob chuva e no final do ano assinou com a Lotus onde passa a vencer corridas. Nesse ínterim Nelson Piquet vai para a Williams e os dois realizam um duelo épico no Grande Prêmio da Hungria de 1986 e em 1987 Nelson Piquet alcançou o tricampeonato após dois anos numa queda de braço com Nigel Mansell, seu colega de equipe. Com o título mas mãos, Piquet muda para a Lotus em lugar de Senna agora piloto da McLaren, equipe onde chegaria ao tricampeonato mundial (1988, 1990, 1991) fomentando uma rivalidade com Alain Prost, outrora companheiro no time de Woking.
Nelson Piquet se aposentou pela Benetton após treze anos de carreira sendo que a presença de dois tricampeões mundiais na Fórmula 1 fez com que entre 1980 e 1993, ano da última vitória de Ayrton Senna, eles vencessem 64 provas em 220 possíveis, ou 29% do total, número elevado para 43% se contarmos apenas os títulos.

### Declínio brasileiro
Ayrton Senna morreu num acidente no Grande Prêmio de San Marino em 1º de maio de 1994 quando sua Williams colidiu com o muro de proteção na curva Tamburello numa velocidade superior a 200 km/h. Ainda sob comoção a FIA anunciou medidas para a melhoria da segurança nas pistas e enquanto a Williams contou com o apoio de Bernie Ecclestone para trazer Nigel Mansell de volta ao time sob um contrato eventual o automobilismo brasileiro ficou à mercê de resultados modestos conquistados, em regra, por Rubens Barrichello. A partir do ano 2000 o Brasil vinculou sua trajetória à Ferrari e viu Rubens Barrichello e Felipe Massa tornarem-se vice-campeões, não obstante o rumor quanto às "ordens de equipe" na Áustria em 2002 e na Alemanha em 2010.
No período de 1994 a 2017 as vitórias do Brasil recuaram para 22 triunfos em 428 provas realizadas equivalendo a apenas 5% do total, embora o país figure em terceiro lugar nesse ranking.
Até hoje trinta e três brasileiros chegaram à Fórmula 1 e os mais recentes foram Pietro Fittipaldi (primeiro neto de um campeão mundial de Fórmula 1 a estrear na categoria, no Grande Prêmio de Sakhir de 2020) e Gabriel Bortoleto (no Grande Prêmio da Austrália de 2025).

## Vitórias brasileiras por ano
Em contagem atualizada até 2024, o Brasil está há quinze anos sem vencer na Fórmula 1, perfazendo 309 corridas.
- Ano de 1970

| Grande Prêmio | Circuito     | Data da corrida | Vencedor           | Carro | Motor | Referências   |
| ------------- | ------------ | --------------- | ------------------ | ----- | ----- | ------------- |
| EUA           | Watkins Glen | 4 de outubro    | Emerson Fittipaldi | Lotus | Ford  | [ 21 ] [ 22 ] |

- Ano de 1972

| Grande Prêmio | Circuito         | Data da corrida | Vencedor           | Carro | Motor | Referências   |
| ------------- | ---------------- | --------------- | ------------------ | ----- | ----- | ------------- |
| Espanha       | Jarama           | 1º de maio      | Emerson Fittipaldi | Lotus | Ford  | [ 23 ]        |
| Bélgica       | Nivelles-Baulers | 4 de junho      | Emerson Fittipaldi | Lotus | Ford  | [ 24 ]        |
| Grã-Bretanha  | Brands Hatch     | 15 de julho     | Emerson Fittipaldi | Lotus | Ford  | [ 25 ]        |
| Áustria       | Österreichring   | 13 de agosto    | Emerson Fittipaldi | Lotus | Ford  | [ 26 ]        |
| Itália        | Monza            | 10 de setembro  | Emerson Fittipaldi | Lotus | Ford  | [ 27 ] [ 28 ] |

- Ano de 1973

| Grande Prêmio | Circuito     | Data da corrida | Vencedor           | Carro | Motor | Referências |
| ------------- | ------------ | --------------- | ------------------ | ----- | ----- | ----------- |
| Argentina     | Buenos Aires | 28 de janeiro   | Emerson Fittipaldi | Lotus | Ford  | [ 29 ]      |
| Brasil        | Interlagos   | 11 de fevereiro | Emerson Fittipaldi | Lotus | Ford  | [ 30 ]      |
| Espanha       | Barcelona    | 29 de abril     | Emerson Fittipaldi | Lotus | Ford  | [ 31 ]      |

- Ano de 1974

| Grande Prêmio | Circuito         | Data da corrida | Vencedor           | Carro   | Motor | Referências |
| ------------- | ---------------- | --------------- | ------------------ | ------- | ----- | ----------- |
| Brasil        | Interlagos       | 27 de janeiro   | Emerson Fittipaldi | McLaren | Ford  | [ 32 ]      |
| Bélgica       | Nivelles-Baulers | 12 de maio      | Emerson Fittipaldi | McLaren | Ford  | [ 33 ]      |
| Canadá        | Mosport Park     | 22 de setembro  | Emerson Fittipaldi | McLaren | Ford  | [ 34 ]      |

- Ano de 1975

| Grande Prêmio | Circuito     | Data da corrida | Vencedor           | Carro   | Motor | Referências          |
| ------------- | ------------ | --------------- | ------------------ | ------- | ----- | -------------------- |
| Argentina     | Buenos Aires | 12 de janeiro   | Emerson Fittipaldi | McLaren | Ford  | [ 35 ]               |
| Brasil        | Interlagos   | 26 de janeiro   | José Carlos Pace   | Brabham | Ford  | [ 36 ] [ 37 ] [ 38 ] |
| Grã-Bretanha  | Silverstone  | 19 de julho     | Emerson Fittipaldi | McLaren | Ford  | [ 39 ]               |

- Ano de 1980

| Grande Prêmio | Circuito   | Data da corrida | Vencedor      | Carro   | Motor | Referências |
| ------------- | ---------- | --------------- | ------------- | ------- | ----- | ----------- |
| EUA Oeste     | Long Beach | 30 de março     | Nelson Piquet | Brabham | Ford  | [ 40 ]      |
| Países Baixos | Zandvoort  | 31 de agosto    | Nelson Piquet | Brabham | Ford  | [ 41 ]      |
| Itália        | Imola      | 14 de setembro  | Nelson Piquet | Brabham | Ford  | [ 42 ]      |

- Ano de 1981

| Grande Prêmio | Circuito     | Data da corrida | Vencedor      | Carro   | Motor | Referências |
| ------------- | ------------ | --------------- | ------------- | ------- | ----- | ----------- |
| Argentina     | Buenos Aires | 12 de abril     | Nelson Piquet | Brabham | Ford  | [ 43 ]      |
| San Marino    | Imola        | 3 de maio       | Nelson Piquet | Brabham | Ford  | [ 44 ]      |
| Alemanha      | Hockenheim   | 2 de agosto     | Nelson Piquet | Brabham | Ford  | [ 44 ]      |

- Ano de 1982

| Grande Prêmio | Circuito | Data da corrida | Vencedor      | Carro   | Motor | Referências |
| ------------- | -------- | --------------- | ------------- | ------- | ----- | ----------- |
| Canadá        | Montreal | 13 de junho     | Nelson Piquet | Brabham | BMW   | [ 45 ]      |

- Ano de 1983

| Grande Prêmio | Circuito     | Data da corrida | Vencedor      | Carro   | Motor | Referências   |
| ------------- | ------------ | --------------- | ------------- | ------- | ----- | ------------- |
| Brasil        | Jacarepaguá  | 13 de março     | Nelson Piquet | Brabham | BMW   | [ 46 ]        |
| Itália        | Monza        | 11 de setembro  | Nelson Piquet | Brabham | BMW   | [ 47 ]        |
| Europa        | Brands Hatch | 25 de setembro  | Nelson Piquet | Brabham | BMW   | [ 47 ] [ 48 ] |

- Ano de 1984

| Grande Prêmio | Circuito | Data da corrida | Vencedor      | Carro   | Motor | Referências |
| ------------- | -------- | --------------- | ------------- | ------- | ----- | ----------- |
| Canadá        | Montreal | 17 de junho     | Nelson Piquet | Brabham | BMW   | [ 49 ]      |
| Detroit       | Detroit  | 24 de junho     | Nelson Piquet | Brabham | BMW   | [ 50 ]      |

- Ano de 1985

| Grande Prêmio | Circuito          | Data da corrida | Vencedor      | Carro   | Motor   | Referências          |
| ------------- | ----------------- | --------------- | ------------- | ------- | ------- | -------------------- |
| Portugal      | Estoril           | 21 de abril     | Ayrton Senna  | Lotus   | Renault | [ 51 ] [ 52 ] [ 53 ] |
| França        | Paul Ricard       | 7 de julho      | Nelson Piquet | Brabham | BMW     | [ 54 ]               |
| Bélgica       | Spa-Francorchamps | 15 de setembro  | Ayrton Senna  | Lotus   | Renault | [ 55 ] [ 56 ]        |

- Ano de 1986

| Grande Prêmio | Circuito    | Data da corrida | Vencedor      | Carro    | Motor   | Referências   |
| ------------- | ----------- | --------------- | ------------- | -------- | ------- | ------------- |
| Brasil        | Jacarepaguá | 23 de março     | Nelson Piquet | Williams | Honda   | [ 57 ]        |
| Espanha       | Jerez       | 13 de abril     | Ayrton Senna  | Lotus    | Renault | [ 58 ] [ 59 ] |
| Detroit       | Detroit     | 22 de junho     | Ayrton Senna  | Lotus    | Renault | [ 60 ]        |
| Alemanha      | Hockenheim  | 27 de julho     | Nelson Piquet | Williams | Honda   | [ 61 ]        |
| Hungria       | Hungaroring | 10 de agosto    | Nelson Piquet | Williams | Honda   | [ 62 ]        |
| Itália        | Monza       | 7 de setembro   | Nelson Piquet | Williams | Honda   | [ 63 ]        |

- Ano de 1987

| Grande Prêmio | Circuito    | Data da corrida | Vencedor      | Carro    | Motor | Referências   |
| ------------- | ----------- | --------------- | ------------- | -------- | ----- | ------------- |
| Mônaco        | Montecarlo  | 31 de maio      | Ayrton Senna  | Lotus    | Honda | [ 64 ]        |
| Detroit       | Detroit     | 21 de junho     | Ayrton Senna  | Lotus    | Honda | [ 50 ] [ 44 ] |
| Alemanha      | Hockenheim  | 26 de julho     | Nelson Piquet | Williams | Honda | [ 65 ]        |
| Hungria       | Hungaroring | 9 de agosto     | Nelson Piquet | Williams | Honda | [ 66 ]        |
| Itália        | Monza       | 6 de setembro   | Nelson Piquet | Williams | Honda | [ 67 ]        |

- Ano de 1988

| Grande Prêmio | Circuito          | Data da corrida | Vencedor     | Carro   | Motor | Referências |
| ------------- | ----------------- | --------------- | ------------ | ------- | ----- | ----------- |
| San Marino    | Imola             | 1º de maio      | Ayrton Senna | McLaren | Honda | [ 68 ]      |
| Canadá        | Montreal          | 12 de junho     | Ayrton Senna | McLaren | Honda | [ 69 ]      |
| Detroit       | Detroit           | 19 de junho     | Ayrton Senna | McLaren | Honda | [ 70 ]      |
| Grã-Bretanha  | Silverstone       | 10 de julho     | Ayrton Senna | McLaren | Honda | [ 71 ]      |
| Alemanha      | Hockenheim        | 24 de julho     | Ayrton Senna | McLaren | Honda | [ 72 ]      |
| Hungria       | Hungaroring       | 7 de agosto     | Ayrton Senna | McLaren | Honda | [ 73 ]      |
| Bélgica       | Spa-Francorchamps | 28 de agosto    | Ayrton Senna | McLaren | Honda | [ 70 ]      |
| Japão         | Suzuka            | 30 de outubro   | Ayrton Senna | McLaren | Honda | [ 74 ]      |

- Ano de 1989

| Grande Prêmio | Circuito          | Data da corrida | Vencedor     | Carro   | Motor | Referências |
| ------------- | ----------------- | --------------- | ------------ | ------- | ----- | ----------- |
| San Marino    | Imola             | 23 de abril     | Ayrton Senna | McLaren | Honda | [ 75 ]      |
| Mônaco        | Montecarlo        | 7 de maio       | Ayrton Senna | McLaren | Honda | [ 76 ]      |
| México        | Cidade do México  | 28 de maio      | Ayrton Senna | McLaren | Honda | [ 77 ]      |
| Alemanha      | Hockenheim        | 30 de julho     | Ayrton Senna | McLaren | Honda | [ 78 ]      |
| Bélgica       | Spa-Francorchamps | 27 de agosto    | Ayrton Senna | McLaren | Honda | [ 79 ]      |
| Espanha       | Jerez             | 1º de outubro   | Ayrton Senna | McLaren | Honda | [ 80 ]      |

- Ano de 1990

| Grande Prêmio | Circuito          | Data da corrida | Vencedor      | Carro    | Motor | Referências   |
| ------------- | ----------------- | --------------- | ------------- | -------- | ----- | ------------- |
| EUA           | Phoenix           | 11 de março     | Ayrton Senna  | McLaren  | Honda | [ 81 ]        |
| Mônaco        | Montecarlo        | 27 de maio      | Ayrton Senna  | McLaren  | Honda | [ 82 ]        |
| Canadá        | Montreal          | 10 de junho     | Ayrton Senna  | McLaren  | Honda | [ 83 ]        |
| Alemanha      | Hockenheim        | 29 de julho     | Ayrton Senna  | McLaren  | Honda | [ 84 ]        |
| Bélgica       | Spa-Francorchamps | 26 de agosto    | Ayrton Senna  | McLaren  | Honda | [ 85 ]        |
| Itália        | Monza             | 9 de setembro   | Ayrton Senna  | McLaren  | Honda | [ 86 ]        |
| Japão         | Suzuka            | 21 de outubro   | Nelson Piquet | Benetton | Ford  | [ 87 ] [ 88 ] |
| Austrália     | Adelaide          | 4 de novembro   | Nelson Piquet | Benetton | Ford  | [ 89 ]        |

- Ano de 1991

| Grande Prêmio | Circuito          | Data da corrida | Vencedor      | Carro    | Motor | Referências   |
| ------------- | ----------------- | --------------- | ------------- | -------- | ----- | ------------- |
| EUA           | Phoenix           | 10 de março     | Ayrton Senna  | McLaren  | Honda | [ 90 ]        |
| Brasil        | Interlagos        | 24 de março     | Ayrton Senna  | McLaren  | Honda | [ 91 ]        |
| San Marino    | Imola             | 28 de abril     | Ayrton Senna  | McLaren  | Honda | [ 92 ]        |
| Mônaco        | Montecarlo        | 12 de maio      | Ayrton Senna  | McLaren  | Honda | [ 93 ]        |
| Canadá        | Montreal          | 2 de junho      | Nelson Piquet | Benetton | Ford  | [ 94 ] [ 95 ] |
| Hungria       | Hungaroring       | 11 de agosto    | Ayrton Senna  | McLaren  | Honda | [ 96 ]        |
| Bélgica       | Spa-Francorchamps | 25 de agosto    | Ayrton Senna  | McLaren  | Honda | [ 97 ]        |
| Austrália     | Adelaide          | 3 de novembro   | Ayrton Senna  | McLaren  | Honda | [ 98 ]        |

- Ano de 1992

| Grande Prêmio | Circuito    | Data da corrida | Vencedor     | Carro   | Motor | Referências     |
| ------------- | ----------- | --------------- | ------------ | ------- | ----- | --------------- |
| Mônaco        | Montecarlo  | 31 de maio      | Ayrton Senna | McLaren | Honda | [ 99 ]          |
| Hungria       | Hungaroring | 16 de agosto    | Ayrton Senna | McLaren | Honda | [ 100 ] [ 101 ] |
| Itália        | Monza       | 13 de setembro  | Ayrton Senna | McLaren | Honda | [ 102 ]         |

- Ano de 1993

| Grande Prêmio | Circuito       | Data da corrida | Vencedor     | Carro   | Motor | Referências             |
| ------------- | -------------- | --------------- | ------------ | ------- | ----- | ----------------------- |
| Brasil        | Interlagos     | 28 de março     | Ayrton Senna | McLaren | Ford  | [ 103 ]                 |
| Europa        | Donington Park | 11 de abril     | Ayrton Senna | McLaren | Ford  | [ 104 ] [ 105 ] [ 106 ] |
| Mônaco        | Montecarlo     | 23 de maio      | Ayrton Senna | McLaren | Ford  | [ 107 ]                 |
| Japão         | Suzuka         | 24 de outubro   | Ayrton Senna | McLaren | Ford  | [ 108 ]                 |
| Austrália     | Adelaide       | 7 de novembro   | Ayrton Senna | McLaren | Ford  | [ 109 ]                 |

- Ano de 2000

| Grande Prêmio | Circuito   | Data da corrida | Vencedor           | Carro   | Motor   | Referências |
| ------------- | ---------- | --------------- | ------------------ | ------- | ------- | ----------- |
| Alemanha      | Hockenheim | 30 de julho     | Rubens Barrichello | Ferrari | Ferrari | [ 110 ]     |

- Ano de 2002

| Grande Prêmio | Circuito     | Data da corrida | Vencedor           | Carro   | Motor   | Referências |
| ------------- | ------------ | --------------- | ------------------ | ------- | ------- | ----------- |
| Europa        | Nürburgring  | 23 de junho     | Rubens Barrichello | Ferrari | Ferrari | [ 111 ]     |
| Hungria       | Hungaroring  | 18 de agosto    | Rubens Barrichello | Ferrari | Ferrari | [ 112 ]     |
| Itália        | Monza        | 15 de setembro  | Rubens Barrichello | Ferrari | Ferrari | [ 113 ]     |
| EUA           | Indianápolis | 29 de setembro  | Rubens Barrichello | Ferrari | Ferrari | [ 114 ]     |

- Ano de 2003

| Grande Prêmio | Circuito    | Data da corrida | Vencedor           | Carro   | Motor   | Referências     |
| ------------- | ----------- | --------------- | ------------------ | ------- | ------- | --------------- |
| Grã-Bretanha  | Silverstone | 20 de julho     | Rubens Barrichello | Ferrari | Ferrari | [ 115 ] [ 116 ] |
| Japão         | Suzuka      | 12 de outubro   | Rubens Barrichello | Ferrari | Ferrari | [ 117 ]         |

- Ano de 2004

| Grande Prêmio | Circuito | Data da corrida | Vencedor           | Carro   | Motor   | Referências     |
| ------------- | -------- | --------------- | ------------------ | ------- | ------- | --------------- |
| Itália        | Monza    | 12 de setembro  | Rubens Barrichello | Ferrari | Ferrari | [ 113 ] [ 116 ] |
| China         | Xangai   | 26 de setembro  | Rubens Barrichello | Ferrari | Ferrari | [ 118 ]         |

- Ano de 2006

| Grande Prêmio | Circuito   | Data da corrida | Vencedor     | Carro   | Motor   | Referências |
| ------------- | ---------- | --------------- | ------------ | ------- | ------- | ----------- |
| Turquia       | Istambul   | 27 de agosto    | Felipe Massa | Ferrari | Ferrari | [ 119 ]     |
| Brasil        | Interlagos | 22 de outubro   | Felipe Massa | Ferrari | Ferrari | [ 120 ]     |

- Ano de 2007

| Grande Prêmio | Circuito  | Data da corrida | Vencedor     | Carro   | Motor   | Referências |
| ------------- | --------- | --------------- | ------------ | ------- | ------- | ----------- |
| Barein        | Sakhir    | 15 de abril     | Felipe Massa | Ferrari | Ferrari | [ 121 ]     |
| Espanha       | Barcelona | 13 de maio      | Felipe Massa | Ferrari | Ferrari | [ 122 ]     |
| Turquia       | Istambul  | 26 de agosto    | Felipe Massa | Ferrari | Ferrari | [ 123 ]     |

- Ano de 2008

| Grande Prêmio | Circuito          | Data da corrida | Vencedor     | Carro   | Motor   | Referências |
| ------------- | ----------------- | --------------- | ------------ | ------- | ------- | ----------- |
| Barein        | Sakhir            | 6 de abril      | Felipe Massa | Ferrari | Ferrari | [ 124 ]     |
| Turquia       | Istambul          | 11 de maio      | Felipe Massa | Ferrari | Ferrari | [ 123 ]     |
| França        | Magny-Cours       | 22 de junho     | Felipe Massa | Ferrari | Ferrari | [ 125 ]     |
| Europa        | Valência          | 24 de agosto    | Felipe Massa | Ferrari | Ferrari | [ 126 ]     |
| Bélgica       | Spa-Francorchamps | 7 de setembro   | Felipe Massa | Ferrari | Ferrari | [ 127 ]     |
| Brasil        | Interlagos        | 2 de novembro   | Felipe Massa | Ferrari | Ferrari | [ 128 ]     |

- Ano de 2009

| Grande Prêmio | Circuito | Data da corrida | Vencedor           | Carro | Motor    | Referências     |
| ------------- | -------- | --------------- | ------------------ | ----- | -------- | --------------- |
| Europa        | Valência | 23 de agosto    | Rubens Barrichello | Brawn | Mercedes | [ 129 ] [ 130 ] |
| Itália        | Monza    | 13 de setembro  | Rubens Barrichello | Brawn | Mercedes | [ 131 ] [ 132 ] |

## Vitórias por piloto
- Senna: 41
- Piquet: 23
- Emerson: 14
- Barrichello: 11
- Massa: 11
- Pace: 1

## Vitórias por equipe
- McLaren: 40
- Ferrari: 20
- Lotus: 15
- Brabham: 14
- Williams: 7
- Benetton: 3
- Brawn: 2